# Parafia św. Jakuba Apostoła w Murowanej Goślinie
Parafia św. Jakuba w Murowanej Goślinie – rzymskokatolicka parafia leżąca w granicach dekanatu goślińskiego.

## Historia
Parafia powstała w XII wieku.
Kościół parafialny został zbudowany w 1605 roku, rozbudowany w latach 1724–1726, 1830–1831, 1910 i gruntownie odrestaurowany w latach 1951–1961 oraz 1983–1984.
Dokumenty
Księgi metrykalne: 
- ochrzczonych od 1945 roku
- małżeństw od 1945 roku
- zmarłych od 1945 roku